# الكسوف الكلي للقلب (أغنية)
الكسوف الكلي للقلب (Total Eclipse of the Heart) هي أغنية ضمن الألبوم الخامس أسرع من سرعة الليل لعام 1983 للمغنية الويلزية بوني تايلور من تأليف وإنتاج جيم ستاينمان. تم إصدار الأغنية كأغنية منفصلة من قبل شركة كولومبيا للتسجيلات في 11 فبراير 1983 في المملكة المتحدة ثم في 31 مايو 1983 في الولايات المتحدة.
تصدرت الأغنية قائمة الأغاني البريطانية للأغاني المنفردة لتصبح أشهر أغاني تايلر على الإطلاق والأغنية الخامسة الأكثر مبيعًا لعام 1983 في المملكة المتحدة، كما احتلت المرتبة السادسة في بيلبورد أفضل 100 أغنية فردية نهاية عام 1983.
بلغت مبيعات الأغنية أكثر من 6 ملايين نسخة في جميع أنحاء العالم بمبيعات قدرت بأكثر من مليون نسخة بعد إطلاقها فقط لتصنف بالأسطوانة الذهبية من قبل رابطة صناعة التسجيلات الأمريكية (RIAA) ثم الأسطوانة البلاتينية عام 2001 بعد تغيير شروط الشهادة. في عام 2015 اختيرت الأغنية ضمن أفضل ثالث أغنية وطنية مفضلة في الثمانينات من القرن الماضي في استطلاع للرأي لشبكة ITV من قبل الجمهور البريطاني.